# Zelotes petrophilus
Zelotes petrophilus är en spindelart som beskrevs av Chamberlin 1936. Zelotes petrophilus ingår i släktet Zelotes och familjen plattbuksspindlar. Inga underarter finns listade i Catalogue of Life.